# VN3
VN3 (englisch VN3 Armored scout car) ist die Bezeichnung für ein gepanzertes Radfahrzeug der Landstreitkräfte der chinesischen Volksbefreiungsarmee. Das Fahrzeug wurde von dem chinesischen Unternehmen Norinco entwickelt, weist jedoch starke Ähnlichkeiten zu Fahrzeugen von Panhard (VBL) und Mowag (Eagle III) auf. Das Fahrzeug wurde 2007 erstmals der Öffentlichkeit präsentiert.

## Versionen
Alle Bauweisen des Fahrzeuges weisen eine geschweißte Stahlhülle auf, die die Besatzung vor Beschuss durch Kleinkaliberwaffen, Granatsplittern und Schützenabwehrminen schützen soll.
In der Standard-Version besitzt der VN3 einen Turm mit 12,7 mm TMG oder 14,5 mm TMG (Turmmaschinengewehr), in dem der Richtschütze Platz findet. Zur weiteren Besatzung zählen noch: Kommandant, Fahrer und zwei Späher.
Das Fahrzeug kann auch als Truppentransporter genutzt werden, besitzt in dieser Version jedoch keinen Turm und kann zusätzlich zu Kommandant und Fahrer noch acht Schützen aufnehmen.
Eine amphibische Variante des Radpanzers wurde mit HJ-8 Panzerabwehrlenkflugkörpern ausgestattet.
Über einen größeren Typ des Fahrzeuges, ausgerüstet mit einer 30-mm-BMK, ist zum momentanen Zeitpunkt nur wenig bekannt. Der Turm weist jedoch große Ähnlichkeiten zum Turm des luftverlastbaren Schützenpanzers ZLC 2000 auf.